# Die mit den tausend Kindern
Die mit den tausend Kindern ist ein Roman der deutschen Schriftstellerin Clara Viebig aus den Jahren 1928/1929. Gegenstand der Handlung, die in den 1920er Jahren an einer Brennpunktschule im Osten Berlins spielt, ist das Schicksal einer Volksschullehrerin, die sich für ein Leben zum Wohle der ihr anvertrauten Mädchen und gegen ein privates Glück entscheidet.

## Handlung
Zu Beginn der Handlung wird die 27-jährige Marie-Luise Büchner im Kreise der ihr anvertrauten Schülerinnen während des Unterrichts dargestellt. Der pädagogische Umgang mit diesen Mädchen, die im trostlosen Berliner Osten groß geworden sind, ist nicht einfach. Da ist, neben anderen, die verwahrloste, früh verdorbene Trude Schindler, die schüchterne, mutterlose Lene Krause und die altkluge Friseurtochter Irma Mielke. Die Lehrerin hat alle Hände voll zu tun, denn jede Schülerin ist in ihrer Besonderheit zu fördern. Dabei soll Gerechtigkeit walten, Sticheleien unter den Schülerinnen sind tunlichst zu vermeiden und insgesamt muss die Klassengemeinschaft gefördert werden, wobei die fachliche Lenkung des Unterrichts nicht vernachlässigt werden darf:
Trotz der Belastungen dieses Berufes ist Marie-Luise, die zunächst als Privatlehrerin gearbeitet hat, von einem hohen Arbeitsethos beseelt, mit dem sie ihre Stelle in der Volksschule voll ausfüllen will. Als Tochter eines verstorbenen Schuldirektors war es schon immer ihr Wunsch Lehrerin zu werden. Während der Ausbildung lebte Marie-Luise mit der Referendarin Marga Moebius zusammen, mit der sie über eine bloße Freundschaft hinaus fast leidenschaftliche Gefühle verbanden. Beide verlieren sich aus den Augen, als Marie-Luise als Volksschullehrerin eingestellt wird, während Marga über den Weg eines Studiums an einer sogenannten ‚höheren Töchterschule‘ unterrichtet.
Seit dem Tod des Vaters wohnt Marie-Luise mit der nervenleidenden Mutter zusammen bei einer Cousine mütterlicherseits. Trotz eines weiten Weges zur Schule mag Marie-Luise diese Wohnung nicht aufgeben, da sie am grünen Stadtrand gelegen ist.
Marie-Luise muss erfahren, dass ihre Schülerinnen aus den ärmeren Bevölkerungsschichten schwerwiegende Probleme haben, welche den Schulbetrieb häufig zweitrangig machen:
Marie-Luises Arbeit wird dadurch erschwert, dass die Eltern nicht mit der Lehrerin an einem Strang ziehen. Als sie sich der mutterlosen Lene Krause annehmen will, lauert der zwielichtige Vater der Lehrerin auf und verfolgt sie. Der Mann, der den Verlust seiner kürzlich verstorbenen Ehefrau nicht verwinden kann, lässt seinen Schmerz auf unflätige Weise an Marie-Luise aus, so dass Herr Volbert, der Schulleiter, eingreifen muss, um die Lehrerin zu schützen, und man sie unter Polizeischutz stellt. Nach diesem Vorfall deutet Volbert der völlig überraschten Marie-Luise seine Zuneigung an; sie weist jedoch den Vorgesetzten zurück.
Im Kreis der Kolleginnen erfreut sich Marie-Luise einiger Beliebtheit. Insbesondere fühlt sie sich verbunden mit Melitta Ebertz, einer alten, eher konservativ unterrichtenden Lehrerin, und mit Claire Spiegel, die Heiratspläne hegt. Beide werden später entlassen werden; die eine aus Altersgründen und die andere nach der Geburt ihres Kindes. Diese Umstände und der erneute Kontakt zur Jugendfreundin Marga Moebius tragen dazu bei, dass Marie-Luises anfänglicher Idealismus zu schwinden beginnt. Marga, die in der höheren Töchterschule eine wesentlich unkompliziertere Schülerklientel hat, fühlt sich bei weitem nicht in dem Maße für ihre Schülerinnen verantwortlich wie Marie-Luise.
Als sich der Gesundheitszustand von Marie-Luises Mutter verschlechtert, ruft man Doktor Alwin Droste. Der Arzt und die Lehrerin verlieben sich ineinander. Als die Mutter stirbt, macht er ihr einen Heiratsantrag. Marie-Luise zögert aus mehreren Gründen den Antrag anzunehmen. Sie befürchtet, dass ihre Ehe der Routine des Alltags zum Opfer fallen werde, und willigt nur unter der Bedingung ein, dass sie auch nach der Heirat ihren Beruf ausüben dürfe. Das Schicksal der Kollegin Claire Spiegel, inzwischen verheiratete Halbhaus, macht sie jedoch mehr als nachdenklich. Die finanziellen Mittel des Ehepaares reichen nur für ein beschränktes Leben, Claire wird zwischen den Pflichten in ihrer Doppelrolle als Ehefrau und Lehrerin förmlich zerrieben, und als schwangere Lehrerin muss sie einen Autoritätsverlust hinnehmen, den sie nicht verkraftet:
Obwohl Marie-Luise von der Schulbehörde die Erlaubnis erlangt, als verheiratete Frau ihren Dienst fortsetzen zu dürfen, entschließt sie sich, auf ihr privates Glück zu Gunsten ihrer pädagogischen Berufung zu verzichten. Sie weist Droste ab, worauf dieser den Wohnort wechselt.
Zufällig macht Marie-Luise die Entdeckung, dass einige ihrer Schülerinnen modern gekleidet und mit einem Bubikopf frisiert vor einem Kino auf Männer warten, mit denen sie sich anschließend entfernen. Es handelt sich um Trude, die von ihrer älteren Schwester Alma mitgenommen wird, später auch um Lenchen Krause.
Die Lehrerin fühlt sich verpflichtet, über diesen Vorfall dem Direktor Meldung zu machen sowie ein wenig erquickliches Gespräch mit Trudes Mutter zu führen. Trude wird daraufhin der Fürsorgeerziehung überantwortet. Diese Ereignisse lösen bei Marie-Luise einen Gewissenskonflikt aus, doch letztlich kommt sie zu dem Schluss, sie müsse den verwahrlosten Kindern beistehen:
Die vereinsamende pensionierte Kollegin Melitta Albertz hat sich nach ihrem Ruhestand für Theo Schindler, Trudes Bruder, eingesetzt, aber er giert nur nach ihrem Geld und zögert nicht, bei einem nächtlichen Einbruch ihren Tod in Kauf zu nehmen. Die Lehrerinnen sind schockiert und suchen Nähe in der Gemeinschaft mit den Kolleginnen. Marga bittet Marie-Luise mit ihr zusammenzuleben; sie lehnt jedoch die Bitte der Freundin ab. Sie sucht sich eine eigene Bleibe, die näher an der Schule liegt.
Zufällig erfährt Marie-Luise, dass Lenchen Krause an Schwindsucht erkrankt ist und im Sterbebett liegt. Das mutterlose Mädchen ist glücklich die Lehrerin noch einmal zu sehen.
Alwin Droste hat inzwischen eine gute Stelle gefunden und bietet Marie-Luise erneut die Ehe an. Obwohl sie diesen Mann noch immer liebt, entschließt sie sich nunmehr endgültig sich ihrem Lehrerberuf zu widmen. Zu dieser Entscheidung tragen zwei positive Nachrichten bei: Trude Schindler ist durch die Fürsorgeerziehung zu einem ordentlichen Mädchen geworden, und Irma Mielke, die inzwischen selbst Mutter geworden ist, bedankt sich bei Marie-Luise für ihre selbstlose Erziehungsarbeit zu Schulzeiten.

## Der Roman im Kontext der Schulliteratur um 1900
Mit ihrem Roman greift Clara Viebig ein aktuelles Thema der differenziert geführten Diskussion um Bildung und Erziehung seit 1900 auf. Ein wichtiger Impuls für die zahlreich erscheinenden Lehrer- und Schülerromane war die im Jahr 1900 erschienene Essaysammlung „Das Jahrhundert des Kindes“ der schwedischen Reformpädagogin Ellen Key. Waren zunächst Werke entstanden, die als eine negative Fortführung des Bildungs- und Entwicklungsromans unter den Vorzeichen eines obrigkeitsverpflichteten, die jungen Seelen zerstörenden Denkens bezeichnet werden können, so wurde dieser literarische Diskurs in der Weimarer Republik als eine positivere Neuorientierung fortgesetzt, die unter der Bezeichnung Reformpädagogik zusammengefasst werden kann. Diese pädagogischen Neuerungen können als Bildungsvorschläge angesehen werden, die von unterschiedlichen weltanschaulichen Positionen aus formuliert, wegführen sollten vom „Schulunfug“ des Kaiserreiches.
Im Rahmen dieser Literatur setzt Clara Viebig eigene Schwerpunkte. Sind in den Werken dieser Zeit die Lehrenden in der Regel männlich, so wählt Clara Viebig den Typ der weiblichen Lehrperson und befasst sich eingehend mit den Problemen, die Frauen in den 1930er Jahren begegneten, wenn sie in einem solchen Beruf arbeiten wollten. Auch sucht sie sich ein besonderes Schülerklientel aus, nämlich die Mädchen eines Ostberliner Proletarierviertels.
Vom Lehrertyp her gestaltet Clara Viebig weder den autoritären Lehrer der wilhelminischen ‚Stockschule‘, der seine Schüler eher zerstört als sie aufbaut, wie er bspw. in ‚Unterm Rad‘ von Hermann Hesse (1909) dargestellt wird, noch den Kumpeltyp aus ‚Der Kampf der Tertia‘ von Wilhelm Speyer (1927) oder der charismatische Lehrer wie in ‚Das fliegende Klassenzimmer‘ von Erich Kästner (1933). Allerdings spiegeln sich in den unterschiedlichen Lehrpersönlichkeiten Clara Viebigs wohl Charakterzüge solcher Lehrertypen in abgeschwächter Form. So ist die alte Kollegin Ebertz eher den autoritären Vertretern zuzurechnen, die „noch so ziemlich nach der alten Methode“ unterrichten, letztlich aber hat sie ein gutes Herz. Marie-Luise selbst begegnet ihren Zöglingen fürsorglich, wobei sie den Schülerinnen gegenüber einen gebührenden Abstand einhält.
Dies hängt mit der Wahl des Schülerklientels zusammen, deren Wahl für Clara Viebig typisch ist. Es handelt sich um andere Schülertypen als insbesondere jene der ‚Internatsliteratur‘, keineswegs um hochsensible Einzelgänger, wie Hesses ‚Hans Giebenrath‘, nicht um eine verantwortungsbewusste Schulgemeinschaft wie in ‚Das fliegende Klassenzimmer‘, auch um keine solidarisch agierenden Schüler wie in ‚Der Kampf der Tertia‘.
Viebigs Protagonistinnen sind sozial benachteiligte, vernachlässigte Mädchen mit wenig Sozialkompetenz aus prekären gesellschaftlichen Zuständen, in denen auskömmliche Verhältnisse, häusliche Harmonie oder gar ein humanistisches Bildungsideal eine ferne Welt sind. Zudem sind die Mädchen vom Abgleiten in eine wie auch immer geartete Ausbeutung, insbesondere in Formen der Prostitution, bedroht. Aus diesen Prämissen heraus ergibt sich für die Lehrerin ein praktisch orientierter Bildungsauftrag für Mädchen, die sie für führungsbedürftig hält. Aus dem Umstand, dass das Elternhaus den Erziehungsauftrag nicht angemessen wahrnehmen kann, ergibt sich andererseits die Frage, inwieweit eine Lehrperson diesen übernehmen darf und wo die Grenzen solcher stellvertretender Handlungen liegen.

## Themen des Stückes und Interpretationsansätze

### Adäquatheit des Bildungsideals
Die Suche nach einem adäquaten Bildungsideal orientiert sich an den Mädchen, denen Wege zu gehobener Bildung weitgehend versperrt sind. Insofern bezweifelt Marie-Luise den Sinn eines humanistischen Bildungsideals für ihre Schülerinnen. Ratlos stellt sie sich die Frage, wie sie solche Mädchen „zu einem konkreten Idealismus […] zu allem Guten, Wahren, Schönen und Heiligen“ erziehen soll, „ – oh, du lieber Gott, wie mach man denn das?“
Selbst Margas elitären Schülerinnen gelingt es kaum, sich in die Gedankenwelt von Gedichten des Idealismus einzufinden. Gleichzeitig leben sie aber auf, wenn ihnen die Gelegenheit gegeben wird, sich mit persönlichen Themen zu befassen, mit „etwas, das aus der Seele des Kindes selbst kam“ Insofern wird das Bildungsideal des Idealismus generell in Frage gestellt.
Am Beispiel einer blinden Nachtigall wird verdeutlicht, dass Werte, die vermittelt werden, mit der jeweiligen Lebenswelt korrespondieren müssen. So erklärt Marie-Luise ihren Schülerinnen, Waldvögel müssten frei sein, worauf die Friseurtochter eine eingesperrte, blinde Nachtigall freilässt. Die Folgen für den Vogel sind verheerend: Da er ohne Sehkraft ist und das Fliegen verlernt hat, wird er von der Katze geholt. Insofern erweist sich der hohe Wert der Freiheit als unpassend für ein Tier, das damit in keiner Weise umgehen kann.
Für Marie-Luise ist es sinnvoll, ihre Schülerinnen Fröhlichkeit zu lehren:

„Fröhlich, fröhlich sein! […] Verfuhr das Leben denn nicht schon hart genug mit ihnen? Als fünftes, als sechstes Kind vielleicht geboren zu werden, den Eltern wenig erwünscht mehr, ist das nicht hart? […] Es ist auch hart, den Vater aus dem Wirtshaus herauszuholen, und noch härter ist es, wenn der Vater die Mutter schlägt und nachher bei den Kindern über den Mann klagt.“

In diesem Sinne ist Fröhlichkeit nicht nur floskelhaft zu verstehen.
Ein wichtiger Erziehungsauftrag besteht für die Lehrerin darin, die Mädchen als Ehefrauen und Mütter tauglich zu machen und sie dazu zu erziehen, „dem Mann eine stützende Hand zu reichen […] und […] selber ihre Kinder so zu erziehen, wie sie erzogen werden“ müssen. Hierin sieht die Lehrerin eine Schlüsselposition der jungen Mädchen in der Zukunft der Gesellschaft.
Das dargestellte Rollenbild erweist sich an dieser Stelle als ausgerichtet am zurückhaltenden weiblichen Wesen, das seine Aufgabe in den typisch weiblichen mütterlichen Tugenden sieht. Die neu entstandene Frisur des Bubikopfes, der insbesondere von den frühreifen Schülerinnen getragen wird, wird in diesem Zusammenhang geradezu zum Symbol für eine selbstbewusste, aber auch gefährdete Weiblichkeit.
Marie-Luise nimmt sich vor, ihre Schülerinnen zu guten Menschen zu erziehen: „Gut sein, gut, das ist alles. Ein guter Mensch – das höchste Ziel für alle!“ Diese eher allgemeine Aussage erhält ebenfalls ihr Gewicht im Kontext der Geschichte, denn zu Marie-Luises Zeit wird der Disput um die Einführung von Weltanschauungs- oder Bekenntnisschulen ausgetragen. Für sie tragen letztlich beide Modelle zur Spaltung ihrer Schülerschaft in unterschiedliche Konfessionen oder Weltanschauungen bei, deshalb lehnt sie beide ab. Auch spricht sie sich auch gegen den weltanschaulich-national ausgerichteten Schultyp aus, wie er damals allenthalben propagiert und umgesetzt wurde. Marie-Luise orientiert sich letztlich am Menschen. Durch ihren Ausspruch, die Schule solle gute Menschen erziehen, ist ihr das humanistische Bildungsideal für ihre Schülerinnen inadäquat, eine humane Schule hält sie dennoch für eine wichtige Angelegenheit.

### Beruf als Berufung
Wie ein roter Faden zieht sich durch den Roman die Frage, inwieweit das Lehramt eine Berufung darstellt. An einer solchen Berufung ändern auch die negativen Seiten nichts, die insbesondere durch eine hohe Arbeitsbelastung und große Verantwortung entstehen. Dieser problematischen Seite des Lehrberufes widmet Clara Viebig einigen Raum.
Eine besondere Anforderung des Lehrberufes besteht in der permanenten Präsenz der Lehrperson, die wie eine Lokomotive alle mitziehen muss: „Der Geist durfte niemals einschlafen, während der ganzen Unterrichtsstunden nicht. Und je älter die Kinder wurden, umso wacher musste man bleiben.“ Nicht umsonst erhält Marie-Luise zu Beginn ihrer Tätigkeit vom Rektor den Rat „…ruhig, ein bißchen ruhiger. Sie treiben sonst Raubbau mit Ihren Kräften.“
Ebenso erfordern Korrekturen einerseits volle Aufmerksamkeit, andererseits sind sie nervtötend. So stöhnt Marga bei eintönigen Korrekturarbeiten von wenig gelungenen Aufsätzen: „Oh, dieses Zeugs alles lesen zu müssen! Das war eine Qual.“
Die hohe Verantwortung wird verdeutlicht bei einem Klassenausflug:
Trotz dieser Verantwortung mangelt es an Anerkennung durch die Gesellschaft oder die Eltern. Selbst als es Marie-Luise mit vollem Einsatz gelingt, ihre Schülerinnen in Ferienkolonien unterzubringen, schlägt ihr anschließend der Undank der Mütter entgegen, da die Unterbringung nicht ihren Erwartungen entspricht.
Für Marie-Luise stellt ihre Aufgabe auf jeden Fall eine Berufung dar. Insofern hat die Heldin hat „diesen Beruf nicht erwählt, sondern ist von ihm erwählt worden, und jubelt, leidet, stöhnt unter diesem Dämon, wie immer ein Mensch, er von höherer Berufung gezeichnet ist, durch sie geformt und geprägt wird.“

### Grenzen der Erziehungsverantwortung der Lehrperson
Die Frage, inwieweit Lehrpersonen die Verantwortlichkeit für ihre Schülerinnen und Schüler auch außerhalb der Schulwelt übernehmen dürfen, stellt sich besonders virulent in einer sozialen Brennpunktschule. Diese Frage wird zwischen Marie-Luise und Marga kontrovers diskutiert. Ist erstere der Ansicht, dass die Schule dort einsetzen müsse, wo keine Mutter sei, so verweist letztere darauf: »Wie kann ich verantwortlich sein für Dinge, die außerhalb der Schule liegen? Das ist doch Sache der Eltern.«
Marie Luise kann nicht anders handeln als sich wie eine Über-Mutter einzumischen, als ihre Schülerin Lenchen Klause häufig erkrankt:
Diese Verpflichtung fühlt sie insbesondere dort, wo einigen Mädchen ein Abgleiten droht. Dabei ist sie sich der Problematik bewusst, dass derart handelnde Lehrpersonen als Mahnerinnen und Hüterinnen der verkommenen Kinder immer mit den Eltern in Konflikt geraten, die sich, trotz ihrer mangelnden Erziehung, diese Einmischung verbitten. Dies kommt insbesondere auch in der Figur von Mutter Schindler zum Ausdruck.
Letztlich sieht die Lehrerin am Ende des Romans die Früchte ihres Handelns, als Lenchen sich über den Besuch am Krankenbett freut, Irma Mielke eine gute Mutter wird und selbst Trudel Schindler die unmoralischen Pfade verlassen hat und ein Auskommen als Haushaltshilfe gefunden hat.

### Lehrerinnen in den 1930er Jahren
Neben diesen schulischen Themen handelt der Roman von dem spannungsreichen Feld zwischen dem Leben als öffentliche Person und dem Privatleben zur Entstehungszeit des Romans. Die breite öffentliche Beschäftigung mit der Emanzipation der Frau, auch in sexueller Hinsicht, änderte zunächst nichts an den rigiden gesellschaftlichen Vorstellung von Moral, die für weibliche Lehrpersonen in besonderem Maße ihre Geltung behielten.
Zu jener Zeit wurde vom Arbeitgeber erwartet, dass Lehrerinnen sich völlig ihrem Beruf widmeten und unverheiratet blieben. Die Konflikte, in die eine Lehrerin geriet, die heiratete oder gar einen Kinderwunsch realisierte, wird in dem Schicksal der Claire Spiegel bzw. Halbhaus plastisch dargestellt.
Zu dem Druck vonseiten des Arbeitgebers gesellt sich ein gesellschaftlich-moralischer Druck. Während ihrer Schwangerschaft leidet Claire unter dem Respektverlust bei ihren Schülerinnen. Dieser erklärt sich dadurch, dass die Schülerinnen die Lehrerin hauptsächlich in ihrer Rolle als ein moralisches Vorbild sehen. Die Schwangerschaft offenbart jedoch den Schülerinnen, dass auch die Lehrerin ein sinnliches Wesen mit Sehnsüchten und Verlangen ist.
Zu diesen Problemen gesellen sich praktische Fragen. Die Haushaltsführung in jener Zeit galt ausschließlich als Frauensache. Insofern ist einer beruflichen und privaten Doppelbelastung nicht auszuweichen, und es ist nur allzu leicht abzusehen, wann die Zerrissenheit zwischen den häuslichen und schulischen Pflichten die Kräfte der verheirateten Lehrerin aufzehrt. Insofern ist Marie-Luises Schluss folgerichtig:

„Ich muß frei sein, ganz frei. Innerlich und äußerlich. Halb kann ich das nicht erreichen, was mir vorschwebt.“

Die Wahl der Ehelosigkeit ebnet der Lehrerin zwar den Weg für einen hingebungsvollen Einsatz während ihrer Amtszeit, Probleme ergeben sich allerdings nach der Beendigung der aktiven Arbeitsphase. Marie Luise realisiert nach der Einstellung neuer Lehrkräfte, dass jeder ersetzbar ist, und dies dämpft ihren Ehrgeiz. Hier wirkt auch Freundin Marga als Korrektiv. Damit entgehen die Frauen aber nicht der Bedrohung von Vereinsamung im Alter, wie am Beispiel der Kollegin Albertz aufgezeigt wird. Letztlich will sie der Vereinsamung durch die Aufnahme von Theo Schindler entgegenwirken, rechnet aber nicht mit dem – extrem gehaltenen – Totschlag durch ihren Zögling. Die Reaktionen der Lehrerinnen, die nun nach Gesellschaft suchen, zeigt allerdings die Kehrseite des allzu großen Engagements, das Problem der einsamen pensionierten Lehrerin, plastisch auf.
Als großes Problem des Lehrerberufes zieht sich durch den gesamten Roman die Balance zwischen einem hohen Berufsethos und der Realität. Es gilt, eine Balance zwischen Raubbau und Einteilung der Kräfte zu finden.

## Stoffgeschichte
Wie häufig in ihren Werken, so greift Clara Viebig auch in diesem Roman auf Ereignisse und Figuren aus ihrem Leben zurück. Mit der Gestaltung der Hauptfigur Marie-Luise setzte sie ihrer langjährigen Freundin Angelika Schlüter ein Denkmal. Diese Freundin arbeitete als Lehrerin an einer Schule im Rheinland. Die Beschäftigung mit dem Thema Schule mag auch deshalb für Clara Viebig von Bedeutung gewesen sein, da sie zur Entstehungszeit des Romans häufig ihre beiden Enkel betreute, die dem schulpflichtigen Alter naherückten.

## Wirkungsgeschichte
Der Roman wurde bei Erscheinen in der Presse nur wenig beachtet.
In einer zeitgenössischen Rezension ordnet Ilse Reicke das Buch Roman als lesenswerten Roman eines idealisierten Lehrertums ein. Clara Viebig zeige „den Dämon dieses Berufs als Berufung, gestaltet ihn aus seinem eigenen, gewaltigen Gesetz“.
In späteren Auseinandersetzungen der Literaturwissenschaft mit dem Gesamtwerk Viebigs wurde das Buch eher negativ bewertet. Bemängelt wird, dass die Gestaltung eines solchen Stoffes kaum Viebigs künstlerischen Fähigkeiten genüge. Viebig stelle recht naiv die Überwindung des Elendes der Proletarierkinder „durch einen gütigen, einfachen Menschen“ dar.
Im Zuge der Clara-Viebig-Renaissance um die Jahrtausendwende wurde das Werk im Rahmen der Betrachtung der Berlin-Romane eingehender beachtet. Michel Durand sieht in der Darstellung des Schicksals der Volksschullehrerin einen geschickten thematischen Aufhänger für eine naturalistisch geprägte Darstellung des städtisch-proletarischen Milieus und Clara Viebigs bevorzugten Figuren. Andrea Müller untersucht Viebigs Darstellung der Rolle von Lehrerinnen als „Ersatzmütter“ sowie die Gefahren, denen insbesondere die Mädchen im damaligen Berlin ausgesetzt waren.

## Ausgaben
1928 erfolgte der Vorabdruck des Romans in Velhagen & Klasings Monatsheften, 1929 folgte eine erste Buchausgabe bei der DVA, die im ersten Jahr drei Auflagen mit insgesamt 14.000 Exemplaren erlebte. 1930 erfolgte eine weitere Auflage von 2.000 Exemplaren; darüber hinaus wurde der Roman in die ebenfalls 1930 erschienene Werkausgabe integriert. 1931 erschien das Werk im Verlag ‚Deutscher Bücherschatz‘, bevor das Interesse an diesem Roman, nicht zuletzt auch im Zuge der politischen Entwicklungen, zurückging. 1989 legte Moewig den Roman erneut auf. Übersetzungen erfolgten in niederländischer und englischer Sprache.

### Übersetzungen
- 1930: Levensdoel. (niederländ. ›Lebenszweck‹; ›Die mit den tausend Kindern‹), übers. v. J. v. d. Heuvel, Amsterdam: Nederlandsche Keurboekerij
- 1930: The woman with a thousand children. (engl. ›Die Frau mit den tausend Kindern‹), übers. v. Brian Lunn, New York: Appleton